# Contra (série de jeux vidéo)
Pour les articles homonymes, voir Contra.
Contra est une série de jeux vidéo d'action développée et éditée par Konami, oscillant entre run and gun et shoot 'em up. Lancée en 1987 sur borne d'arcade, la série est devenue l'une des plus emblématiques du genre.

## Jeux
La série Contra a la particularité d'avoir été commercialisée sous différents noms en fonction des régions et des plates-formes jusqu'en 1994, où le titre de la série s'unifie et adopte pour chaque région et plate-forme la mention du titre original. Globalement, les titres utilisés pour les États-Unis et le japon comportent le toujours titre original Contra ou C. En Europe, pour le premier opus, le titre Gryzor a été utilisé, sauf pour le portage NES qui est appelé Probotector. Cette version, censurée à cause de la violence du jeu, remplace tous les personnages par des robots. Il en est de même pour tous les épisodes suivants dans les régions PAL, jusqu'au premier épisode en 3D en 1996, où les robots et l'appellation Probotector disparaissent. Les versions européennes deviennent alors identiques aux versions américaines, que ce soit pour le titre ou le contenu.
|    | EUR | AN                         | JA                                              | Année             | Plate-forme                                                                                |
| -- | --- | -------------------------- | ----------------------------------------------- | ----------------- | ------------------------------------------------------------------------------------------ |
|    | |                            |                                                 |                   |                                                                                            |
| 1  | Gryzor / Probotector | Contra                     | Contra                                          | 1987              | Arcade, ZX Spectrum, Amstrad CPC, IBM PC (DOS), Commodore 64, NES, MSX 2, Téléphone mobile |
| 1  | Sortie mondiale en arcade 1987 sous le titre Contra et en Europe sous le titre Gryzor. Portage en 1987 en Europe sous le titre Gryzor sur ZX Spectrum, sur Amstrad CPC et sur Commodore 64 (sous le titre Contra en Amérique du Nord). Portage en 1988 sur IBM PC (DOS) aux États-Unis sous le titre Contra, et sous le titre Gryzor en Europe. Portage en 1988 sur NES sous le titre Contra aux États-Unis et au Japon, sous le titre Probotector en 1990 en Europe (1991 en France). Portage en 1989 sur MSX 2 sous le titre Contra au Japon uniquement. Portage sur téléphone mobile en 2006 et 2007 aux États-Unis sous le titre Contra (adaptation de la version arcade originale). |                            |                                                 |                   |                                                                                            |
| 2  | Probotector II: Return of the Evil Forces | Super C                    | Super Contra                                    | 1988              | Arcade, NES, PlayChoice-10, Amiga, IBM PC (DOS), Microsoft Windows                         |
| 2  | Sortie en arcade dans le monde sous le titre Super Contra et sous le titre Super Contra: Alien no Gyakushuu au Japon. Portage sur NES en 1990 sous les titres Super C aux États-Unis et Super Contra au Japon en 1990 et sous le titre Probotector II: Return of the Evil Forces en 1992 en Europe et Australie. Portage en 1990 sur PlayChoice-10 sous le titre Super C. Portage en 1990 aux États-Unis sur Commodore Amiga sous le titre Super C et IBM PC (DOS). Portage en 1992 aux États-Unis sur Microsoft Windows. |                            |                                                 |                   |                                                                                            |
| 3  | - | C                          | Contra                                          | 1989              | Jeu électronique                                                                           |
| 3  | Sortie aux États-Unis et sous le titre Contra au Japon. |                            |                                                 |                   |                                                                                            |
| 4  | Probotector | Operation C                | Contra                                          | 1991              | Game Boy                                                                                   |
| 4  | Sortie en 1991 sous le titre Operation C aux États-Unis , Contra au Japon et sous le titre Probotector dans les régions PAL en 1992. |                            |                                                 |                   |                                                                                            |
| 5  | Super Probotector: Alien Rebels | Contra III: The Alien Wars | Contra Spirits                                  | 1992              | Super Nintendo, Game Boy, Game Boy Advance                                                 |
| 5  | Sortie aux États-Unis, sous le titre Contra Spirits au Japon et sous le titre Super Probotector: Alien Rebels en Europe. Portage sur Game Boy en 1994 sous le titre Contra: The Alien Wars aux États-Unis et Contra Spirits au Japon, en 1995 en Europe sous le titre Probotector 2. Portage sur Game Boy Advance en 2002 sous le titre Contra Advance: The Alien Wars EX aux États-Unis et en Europe en 2003, sous le titre Contra: Hard Spirits au Japon en 2002. |                            |                                                 |                   |                                                                                            |
| 6  | - | Contra Force               | -                                               | 1992              | Nintendo Entertainment System                                                              |
| 6  | Spin-off de la série, sorti aux États-Unis uniquement, prévu au Japon sous le titre Arc Hound mais annulé. |                            |                                                 |                   |                                                                                            |
| 7  | Probotector | Contra: Hard Corps         | Contra: The Hard Corps                          | 1994              | Mega Drive                                                                                 |
| 7  | Sortie aux États-Unis, sous le titre Contra: The Hard Corps au Japon et sous le titre Probotector en Europe. |                            |                                                 |                   |                                                                                            |
| 8  | Contra: Legacy of War | Contra: Legacy of War      | -                                               | 1996              | PlayStation, Saturn                                                                        |
| 8  | Sortie aux États-Unis en 1996 et en 1997 dans les régions PAL. Sortie prévue au Japon mais annulée. Sur Saturn uniquement aux États-Unis. |                            |                                                 |                   |                                                                                            |
| 9  | - | C: The Contra Adventure    | -                                               | 1998              | PlayStation                                                                                |
| 9  | Sortie aux États-Unis uniquement. |                            |                                                 |                   |                                                                                            |
| 10 | Contra: Shattered Soldier | Contra: Shattered Soldier  | Shin Contra                                     | 2002              | PlayStation 2                                                                              |
| 10 | Sortie en 2002 aux États-Unis, au Japon sous le titre Shin Contra et en 2003 en Europe. |                            |                                                 |                   |                                                                                            |
| 11 | Neo Contra | Neo Contra                 | Neo Contra                                      | 2004              | PlayStation 2                                                                              |
| 11 | Sortie en 2004 aux États-Unis et au Japon, en 2005 en Europe. |                            |                                                 |                   |                                                                                            |
| 12 | - | Contra 4                   | Contra Dual Spirits                             | 2007              | Nintendo DS, Téléphone mobile                                                              |
| 12 | Sortie en 2007 aux États-Unis et en 2008 au Japon. Portage sur téléphone mobile en 2008 Remake de la version mobile en 2011 sous le titre Contra 4: Redux. |                            |                                                 |                   |                                                                                            |
| 13 | Contra ReBirth | Contra ReBirth             | Contra ReBirth                                  | 2009              | Wii (WiiWare)                                                                              |
| 13 | Sortie mondiale. |                            |                                                 |                   |                                                                                            |
| 14 | - | -                          | Contra: Evolution Revolution (Chine uniquement) | 2010              | Arcade,, iOS                                                                               |
| 14 | Sortie uniquement en Chine (remake de la version NES sortie en 1988). Une version piratée est apparue en 2013 sur l'App Store chinois,. |                            |                                                 |                   |                                                                                            |
| 15 | Hard Corps: Uprising | Hard Corps: Uprising       | Hard Corps: Uprising                            | 2011              | Xbox 360 (XBLA), PlayStation 3                                                             |
| 15 | Spin-off de la série avec sortie mondiale |                            |                                                 |                   |                                                                                            |
| 16 | Contra: Evolution | Contra: Evolution          | Contra: Evolution                               | 2013              | iOS, Android                                                                               |
| 16 | Premier titre officiel de la série sur iOS. Sortie mondiale. |                            |                                                 |                   |                                                                                            |
| 17 | Contra: Return | Contra: Return             | Contra: Return                                  | 2017              | iOS, Android                                                                               |
| 17 | Développé par Tencent et Konami. Sortie uniquement en Chine. |                            |                                                 |                   |                                                                                            |
| 18 | Contra: Rogue Corps | Contra: Rogue Corps        | Contra: Rogue Corps                             | 26 septembre 2019 | Nintendo Switch                                                                            |
| 18 | Développé par Konami. Sortie mondiale |                            |                                                 |                   |                                                                                            |
| 19 | Contra: Operation Galuga | Contra: Operation Galuga   | Contra: Operation Galuga                        | 12 mars 2024      | Nintendo Switch, PlayStation 5, Xbox Series X/S, PlayStation 4, Xbox One, PC               |
| 19 | Développé par WayForward Technologies. |                            |                                                 |                   |                                                                                            |

Plusieurs bootleg ont vu le jour :
- Super Contra 2 : bootleg de Contra
- Super Contra 3 : Portage sur NES de Contra Spirits sur Super Nintendo
- Super Contra 6 : bootleg de Contra Force
- Super Contra 7 : bootleg original
- Super Contra 8 : bootleg de Super Contra 7
- Super Contra X : bootleg original
- Contra '93 : bootleg de Super Contra 2
- Contra Fighter : Hack de G.I. Joe: A Real American Hero

Contra Spirits 64 est un jeu vidéo prévu pour Nintendo 64, annoncé en 1998 par Konami, mais le développement du jeu a été arrêté.

## Produit dérivé
Un pachi-slot basé sur le thème de la série Contra a été commercialisé au Japon en 2013.